# Portugalský ovčák
Portugalský ovčák (portugalsky Cão de Serra de Aires, anglicky Portuguese Shepherd Dog nebo Portuguese Sheepdog) je pastevecké plemeno psa pocházející z Portugalska. Mezi ostatními portugalskými psy vynikají svojí typickou dlouhou zvlněnou srstí.

## Historie
Toto plemeno vzniklo v Portugalsku ve 19. století z páru briardů, které dovezl hrabě Caster Guimaraes, a kteří pak byli kříženi s místními ovčáky. Do křížení byl nejspíše zapojen i katalánský ovčák. V 70. letech 20. století toto plemeno málem vyhynulo a ještě dnes je jeho populace malá. Můžeme ho najít hlavně pod jeho pravým jménem Cão de Serra de Aires, pod tímto názvem jej nalezneme zapsaného i v FCI.

## Vzhled
Není to plemeno stavěné pro vytrvalostní běhy, takže má spíše těžké tělo a kratší nohy. Kostra je též těžká. Na veřejnosti většinou upoutá hlavně svojí srstí, která je velmi dlouhá a vlnitá, a ta zároveň na obličeji vytváří obočí a vousy. Má různé barvy, od žluté, až po černou. Hlava je robustní, tlama je kratší než lebka. Uši jsou trojúhelníkovitého tvaru a nejsou vztyčené. Hřbet je dlouhý a široký a mírně se svažuje. Ocas je nesen vysoko a dosahuje k hleznům. Je zcela běžné, že má pes ocas svěšen dolů. Končetiny jsou rovné a dobře osvalené, ale jsou poměrně krátké. Váha se pohybuje okolo 23 kg a výška v kohoutku u dospělého psa činí až 55 cm.

## Povaha
I přes to, že bylo toto plemeno původně vyšlechtěno k hlídání dobytka a farem a dnes se tak pořád využívá, je to velmi milí, přátelský a inteligentní pes. Není nejrychlejší, ale pokud má pro něco zápal, snaží se. Dobře vychází jak se dětmi, tak i s jinými zvířaty a je to skvělý společník pro život. Své rodině je věrný a není to pes jen pro jednoho pána. Svoji rodinu je schopný i bránit, k návštěvníkům se chová nedůvěřivě a většinou je ignoruje. Dobře se cvičí a není zbytečně agresivní – kouše, jen pokud se cítí být ohrožen.

## Péče
Srst tohoto plemene potřebuje každodenní péči, je nutné ji pročesávat a občas (aspoň 3× za rok) umýt šamponem. Často se tvoří plstnaté chuchvalce a bradka se rychle zašpiní. Občas je nutné jej ostříhat, hlavně, pokud je pes často koupán v rybníku nebo ve vodě, aby ho srst nestáhla pod vodu. Potřebuje velké množství pohybu, takže se hodí spíše k aktivním a sportovně založeným lidem. Rád si hraje a je velmi dobrý aportér, a proto bychom mu to měli dopřát v podobě nějakého sportu. Nejlépe je jim venku na zahradě a v zateplené boudě.